# Lili-Men
Lili-Men (japanisch リリーメン) ist eine Mangaserie von Takuma Tokashiki, die in Japan seit 2022 erscheint. Das Science-Fiction-Drama wurde in mehrere Sprachen übersetzt.

## Inhalt
Die außerirdischen Sukkuben nutzen Menschen als Wirte für ihre Fortpflanzung, weswegen es die Menschen auf die Ausrottung der Sukkuben abgesehen haben. Der Krieg zwischen beiden Spezies dauert schon lange an, bis jemand geboren wird, der den Krieg zu Ende bringen soll. Der Junge Nito lebt seit seiner Geburt in einem Krankenhaus, in dem er mit anderen dort aufgewachsenen ständig Tests unterzogen wird und für diese trainiert. Sie werden nur aus Schläuchen ernährt und haben nicht viel Abwechslung, immer wieder sterben einige von ihnen. Nito ist mit dem Training und den Tests erfolglos. So wird ihm immer wieder die Entlassung verwehrt, weil er zu schwach sei. Seine Freunde um ihn herum schneiden besser ab, aber ihre Körper beginnen sich zu verändern. Sie haben die Prüfung bestanden und werden entlassen. Als sie zuvor mit Nito fliehen wollen, verraten sie ihm, dass auch er bereits stärker als die Menschen draußen ist. Doch er bleibt im Krankenhaus, bis er schließlich fast allein ist. Da erfährt er, dass seine verstorbenen Mitbewohner von den Sukkuben als Wirte missbraucht wurden. Es kommt zu einem Kampf mit einem Sukkubus und Nito flüchtet in eines ihrer Eier, wo er den Fötus tötet. Hier kann er sich heilen und erhält noch viel größere Kräfte, sodass er beim nächsten Aufeinandertreffen einen Sukkubus mit einem Schlag töten kann. Er wird in der Organisation MARTHA aufgenommen, die gegen die Sukkuben kämpft. Doch dort begegnet man ihm mit Misstrauen, da er auch ein Sukkubus sein könnte.

## Veröffentlichung
Der Manga startete im September 2022 im Magazin Young Magazine. Im September 2024 wechselte die Serie ins Onlinemagazin Yan MagaWeb. Der Verlag Kodansha brachte die Kapitel auch gesammelt in bisher zehn Bänden heraus (Stand Mai 2025). Seit April 2025 wird die Serie von Egmont Manga auf Deutsch in bisher drei Bänden veröffentlicht (Stand August 2025). Die Übersetzung stammt von Antje Bockel. Eine englische Fassung erscheint online bei K MANGA und eine italienische bei Edizioni Star Comics.